# Nuoto ai Giochi della XXVI Olimpiade - 50 metri stile libero maschili
La gara dei 50 metri stile libero maschili dei Giochi di Atlanta 1996 è stata disputata il 25 luglio. La formula prevedeva un turno di qualificazione seguito dalla finale B per la classificazione dal nono al sedicesimo posto, e dalla finale A per l'assegnazione della medaglie. Hanno preso parte alla competizione 64 dei 65 atleti iscritti, provenienti complessivamente da 58 nazioni.
Il campione olimpico uscente Aleksandr Popov ha riconfermato il titolo vinto a Barcellona 1992, superando in finale lo statunitense Gary Hall Jr. e il brasiliano Fernando Scherer.

## Batterie
| Pos. | Atleta                    | Nazionalità             | Tempo | Batt. | Corsia | Note |
| ---- | ------------------------- | ----------------------- | ----- | ----- | ------ | ---- |
| 1    | Aleksandr Popov           | Russia                  | 22"22 | 9     | 4      | Q    |
| 2    | Gary Hall Jr.             | Stati Uniti             | 22"36 | 8     | 4      | Q    |
| 3    | Jiang Chengji             | Cina                    | 22"55 | 7     | 1      | Q    |
| 4    | Brendon Dedekind          | Sudafrica               | 22"60 | 8     | 2      | Q    |
| 5    | Ricardo Busquets          | Porto Rico              | 22"61 | 6     | 1      | Q    |
| 6    | David Fox                 | Stati Uniti             | 22"64 | 9     | 5      | Q    |
| 7    | Francisco Sánchez         | Venezuela               | 22"68 | 7     | 8      | Sp   |
| 7    | Fernando Scherer          | Brasile                 | 22"68 | 8     | 5      | Sp   |
| 7    | Bengt Zikarsky            | Germania                | 22"68 | 7     | 3      | Sp   |
| 10   | Mark Foster               | Gran Bretagna           | 22"73 | 8     | 6      | q    |
| 11   | Allan Murray              | Bahamas                 | 22"75 | 9     | 8      | q    |
| 12   | Jurij Vlasov              | Ucraina                 | 22"77 | 8     | 1      | q    |
| 13   | Pieter van den Hoogenband | Paesi Bassi             | 22"82 | 9     | 2      | q    |
| 14   | Christophe Kalfayan       | Francia                 | 22"83 | 8     | 3      | q    |
| 15   | René Gusperti             | Italia                  | 22"85 | 7     | 6      | q    |
| 16   | Gustavo Borges            | Brasile                 | 22"86 | 9     | 3      | q    |
| 17   | Pavlo Chnykin             | Ucraina                 | 22"91 | 7     | 2      |      |
| 18   | Raimundas Mažuolis        | Lituania                | 22"98 | 7     | 7      |      |
| 18   | Chris Fydler              | Australia               | 22"98 | 9     | 6      |      |
| 20   | Vladimir Predkin          | Russia                  | 23"03 | 8     | 7      |      |
| 21   | Alexander Luderitz        | Germania                | 23"06 | 7     | 5      |      |
| 22   | Oleg Ruchlevič            | Bielorussia             | 23"12 | 9     | 1      |      |
| 23   | José Meolans              | Argentina               | 23"21 | 7     | 4      |      |
| 24   | Yoav Bruck                | Israele                 | 23"22 | 9     | 7      |      |
| 25   | Felipe Delgado            | Ecuador                 | 23"26 | 2     | 4      |      |
| 26   | Sergey Borisenko          | Kazakistan              | 23"29 | 6     | 2      |      |
| 26   | Indrek Sei                | Estonia                 | 23"29 | 6     | 8      |      |
| 28   | Bartosz Kizierowski       | Polonia                 | 23"34 | 6     | 7      |      |
| 29   | Sion Brinn                | Giamaica                | 23"35 | 5     | 5      |      |
| 30   | Juan Benavides            | Spagna                  | 23"36 | 6     | 6      |      |
| 31   | Stavros Michaelides       | Cipro                   | 23"37 | 5     | 8      |      |
| 32   | Enrico Linscheer          | Suriname                | 23"45 | 5     | 6      |      |
| 33   | Pär Lindström             | Svezia                  | 23"47 | 6     | 3      |      |
| 34   | George Giziotis           | Grecia                  | 23"56 | 6     | 5      |      |
| 35   | Yukihiro Matsushita       | Giappone                | 23"60 | 4     | 8      |      |
| 36   | Salim Iles                | Algeria                 | 23"61 | 4     | 4      |      |
| 36   | Janne Blomqvist           | Finlandia               | 23"61 | 4     | 5      |      |
| 36   | Dimitri Kalinovski        | Bielorussia             | 23"61 | 8     | 8      |      |
| 39   | Hugues Legault            | Canada                  | 23"63 | 5     | 4      |      |
| 40   | Nicholas Tongue           | Nuova Zelanda           | 23"73 | 3     | 3      |      |
| 40   | Paulo Trindade            | Portogallo              | 23"73 | 5     | 1      |      |
| 42   | Arthur Li                 | Hong Kong               | 23"77 | 3     | 4      |      |
| 43   | Maxim Cazmiriciuc         | Moldavia                | 23"78 | 3     | 5      |      |
| 44   | Richard Bera              | Indonesia               | 23"80 | 5     | 7      |      |
| 45   | Ravil Nachaev             | Uzbekistan              | 23"93 | 4     | 3      |      |
| 46   | Darrick Bolunger          | Guam                    | 23"97 | 3     | 6      |      |
| 47   | Tamer Zinhom              | Egitto                  | 24"02 | 4     | 6      |      |
| 48   | Nicholas O'Hare           | Irlanda                 | 24"03 | 5     | 3      |      |
| 49   | Sebastian Xavier          | India                   | 24"15 | 4     | 7      |      |
| 50   | Alen Lončar               | Croazia                 | 24"17 | 4     | 2      |      |
| 51   | Kaan Berberoglu           | Turchia                 | 24"37 | 3     | 2      |      |
| 52   | Vitaly Vasilev            | Kirghizistan            | 24"54 | 4     | 1      |      |
| 53   | Khamo Rivera              | Isole Vergini Americane | 24"62 | 2     | 6      |      |
| 54   | Howard Hinds              | Antille Olandesi        | 24"63 | 2     | 3      |      |
| 55   | Tamás Kerékjártó          | Ungheria                | 24"67 | 3     | 1      |      |
| 56   | Huang Chin-Yung           | Taipei cinese           | 24"89 | 2     | 5      |      |
| 57   | Alfredo Carrillo          | Paraguay                | 24"91 | 2     | 2      |      |
| 58   | Sng Ju Wei                | Singapore               | 25"04 | 3     | 8      |      |
| 59   | Emil Guliyev              | Azerbaigian             | 25"23 | 3     | 7      |      |
| 60   | Woody Lawrence            | Dominica                | 27"88 | 1     | 4      |      |
| 61   | Moosa Nazim               | Maldive                 | 29"37 | 1     | 5      |      |
| 62   | René Makosso              | Rep. del Congo          | 30"00 | 1     | 3      |      |
| 63   | Michael Collier           | Sierra Leone            | 34"21 | 2     | 1      |      |
| -    | Alexandru Ioanovici       | Romania                 | -     | 5     | 2      | SQ   |
| -    | Musa Bakare               | Nigeria                 | -     | 2     | 4      | DNS  |

### Spareggio
| Pos. | Atleta            | Nazionalità | Tempo | Corsia | Note  |
| ---- | ----------------- | ----------- | ----- | ------ | ----- |
| 1    | Fernando Scherer  | Brasile     | 22"71 | ?      | Q     |
| 2    | Francisco Sánchez | Venezuela   | 22"74 | ?      | Q     |
| -    | Bengt Zikarsky    | Germania    | -     | ?      | SQ, q |

## Finali

### Finale A
| Pos.    | Atleta            | Nazionalità | Tempo | Corsia | Note |
| ------- | ----------------- | ----------- | ----- | ------ | ---- |
| Oro     | Aleksandr Popov   | Russia      | 22"13 | 4      |      |
| Argento | Gary Hall Jr.     | Stati Uniti | 22"26 | 5      |      |
| Bronzo  | Fernando Scherer  | Brasile     | 22"29 | 1      |      |
| 4       | Jiang Chengji     | Cina        | 22"33 | 3      |      |
| 5       | Brendon Dedekind  | Sudafrica   | 22"59 | 6      |      |
| 6       | David Fox         | Stati Uniti | 22"68 | 7      |      |
| 7       | Francisco Sánchez | Venezuela   | 22"72 | 8      |      |
| 8       | Ricardo Busquets  | Porto Rico  | 22"73 | 2      |      |

### Finale B
| Pos. | Atleta                    | Nazionalità   | Tempo | Corsia | Note |
| ---- | ------------------------- | ------------- | ----- | ------ | ---- |
| 9    | Pieter van den Hoogenband | Paesi Bassi   | 22"67 | 2      |      |
| 10   | Bengt Zikarsky            | Germania      | 22"73 | 4      |      |
| 11   | Jurij Vlasov              | Ucraina       | 22"82 | 6      |      |
| 12   | Allan Murray              | Bahamas       | 22"92 | 3      |      |
| 12   | Gustavo Borges            | Brasile       | 22"92 | 8      |      |
| 14   | René Gusperti             | Italia        | 22"96 | 1      |      |
| 14   | Christophe Kalfayan       | Francia       | 22"96 | 7      |      |
| 16   | Mark Foster               | Gran Bretagna | 23"01 | 5      |      |